# Ruanda nos Jogos Olímpicos de Verão da Juventude de 2010
Ruanda participou dos Jogos Olímpicos de Verão da Juventude de 2010 em Cingapura com uma delegação formada por quatro atletas de três esportes.

## Atletismo
| Evento           | Atleta                   | Qualificação    | Qualificação | Final     | Final         |
| Evento           | Atleta                   | Resultado       | Posição      | Resultado | Posição       |
| ---------------- | ------------------------ | --------------- | ------------ | --------- | ------------- |
| 3000 m feminino  | Jacqueline Murekatete    | Desclassificada | --           | 9:55.83   | 11º (Final B) |
| 3000 m masculino | Potien Ntawuyirushintege | 8:17.99         | 11º          | 8:14.59   | 8º (Final A)  |

## Boxe
| Atleta        | Evento                     | Preliminares                 | Disputa pelo 5º lugar     | Pos. final |
| ------------- | -------------------------- | ---------------------------- | ------------------------- | ---------- |
| Haziza Matusi | Peso mosca-ligeiro (48 kg) | UZB Zohidjon Hoorboyev D 1-7 | BLR Vadzim Kirylenka D WO | 6º         |

## Natação
| Evento              | Atleta                    | Qualificação | Qualificação | Semifinais  | Semifinais  | Final       | Final       |
| Evento              | Atleta                    | Resultado    | Posição      | Resultado   | Posição     | Resultado   | Posição     |
| ------------------- | ------------------------- | ------------ | ------------ | ----------- | ----------- | ----------- | ----------- |
| 50 m livre feminino | Marie Claudine Iradukunda | 39.62        | 60º (7º q3)  | Não avançou | Não avançou | Não avançou | Não avançou |